# Eneco Tour 2016
La 12.ª edición del Eneco Tour se disputó entre el 19 y el 25 de septiembre de 2016. Inició en Bolsward (Países Bajos) y finalizó en Geraardsbergen (Bélgica), contando con un recorrido de 981,9 kilómetros distribuidos en 7 etapas.
La carrera hizo parte del UCI WorldTour 2016 siendo la vigesimosexta competición del calendario de máxima categoría mundial.
La carrera fue ganada por el corredor neerlandés Niki Terpstra del equipo Etixx-Quick Step, en segundo lugar Oliver Naesen (IAM Cycling) y en tercer lugar Peter Sagan (Tinkoff).

## Equipos participantes
| WorldTeams (18)- Tinkoff - Cannondale-Drapac - Lotto-Soudal - Movistar Team - Sky - BMC Racing Team - Katusha - Etixx-Quick Step - Orica-BikeExchange - Trek-Segafredo - FDJ - Astana - Lotto NL-Jumbo - AG2R La Mondiale - Lampre-Merida - Giant-Alpecin - IAM Cycling - Dimension Data Equipos continentales profesionales (4)- Cofidis, Solutions Crédits - Roompot-Oranje Peloton - Topsport Vlaanderen-Baloise - Wanty-Groupe Gobert |
| |

## Etapas
| Etapa     | Fecha     | Recorrido                       | type                     | Distancia (km) | Ganador              | Líder             |
| --------- | --------- | ------------------------------- | ------------------------ | -------------- | -------------------- | ----------------- |
| 1.ª etapa | 19 de sep | Bolsward – Bolsward             | etapa llana              | 184,5          | Dylan Groenewegen    | Dylan Groenewegen |
| 2.ª etapa | 20 de sep | Breda – Breda                   | contrarreloj individual  | 9,6            | Rohan Dennis         | Rohan Dennis      |
| 3.ª etapa | 21 de sep | Blankenberge – Ardooie          | etapa llana              | 184,5          | Peter Sagan          | Rohan Dennis      |
| 4.ª etapa | 22 de sep | Aalter – Sint-Pieters-Leeuw     | etapa llana              | 199            | Peter Sagan          | Peter Sagan       |
| 5.ª etapa | 23 de sep | Sittard-Geleen – Sittard-Geleen | contrarreloj por equipos | 20,9           | BMC Racing Team      | Rohan Dennis      |
| 6.ª etapa | 24 de sep | Riemst – Lanaken                | etapa escarpada          | 177,5          | Luka Pibernik        | Rohan Dennis      |
| 7.ª etapa | 25 de sep | Bornem – Geraardsbergen         | etapa escarpada          | 195            | Edvald Boasson Hagen | Niki Terpstra     |

## Desarrollo de la carrera

### Etapa 1
| \| Clasificación de la etapa \| Clasificación de la etapa \| Clasificación de la etapa \| Clasificación de la etapa \| Clasificación de la etapa \| \| Ciclista \| Ciclista \| Equipo \| Tiempo \| \| \| ------------------------- \| ------------------------- \| -------------------------- \| ------------------------- \| ------------------------- \| \| 1.º \| Dylan Groenewegen \| LottoNL-Jumbo \| 4 h 14 min 00 s \| \| \| 2.º \| Nacer Bouhanni \| Cofidis, Solutions Crédits \| + 0 s \| \| \| 3.º \| Peter Sagan \| Tinkoff \| + 0 s \| \| \| 4.º \| Edvald Boasson Hagen \| Dimension Data \| + 0 s \| \| \| 5.º \| Alexander Kristoff \| Katusha \| + 0 s \| \| \| 6.º \| Giacomo Nizzolo \| Trek-Segafredo \| + 0 s \| \| \| 7.º \| Arnaud Démare \| FDJ \| + 0 s \| \| \| 8.º \| Andrea Guardini \| Astana \| + 0 s \| \| \| 9.º \| Marcel Kittel \| Etixx-Quick Step \| + 0 s \| \| \| 10.º \| Roy Jans \| Wanty-Groupe Gobert \| + 0 s \| \| |                      |                            |                 |
| |                      |                            |                 |
| Fuente: ProCyclingStats |                      |                            |                 |
| Clasificación de la etapa |                      |                            |                 |
| Ciclista | Ciclista             | Equipo                     | Tiempo          |
| 1.º | Dylan Groenewegen    | LottoNL-Jumbo              | 4 h 14 min 00 s |
| 2.º | Nacer Bouhanni       | Cofidis, Solutions Crédits | + 0 s           |
| 3.º | Peter Sagan          | Tinkoff                    | + 0 s           |
| 4.º | Edvald Boasson Hagen | Dimension Data             | + 0 s           |
| 5.º | Alexander Kristoff   | Katusha                    | + 0 s           |
| 6.º | Giacomo Nizzolo      | Trek-Segafredo             | + 0 s           |
| 7.º | Arnaud Démare        | FDJ                        | + 0 s           |
| 8.º | Andrea Guardini      | Astana                     | + 0 s           |
| 9.º | Marcel Kittel        | Etixx-Quick Step           | + 0 s           |
| 10.º | Roy Jans             | Wanty-Groupe Gobert        | + 0 s           |

| \| Clasificación general \| Clasificación general \| Clasificación general \| Clasificación general \| Clasificación general \| \| Ciclista \| Ciclista \| Equipo \| Tiempo \| \| \| --------------------- \| --------------------- \| --------------------------- \| --------------------- \| --------------------- \| \| 1.º \| Dylan Groenewegen \| LottoNL-Jumbo \| 4 h 13 min 50 s \| \| \| 2.º \| Nacer Bouhanni \| Cofidis, Solutions Crédits \| + 4 s \| \| \| 3.º \| Frederik Backaert \| Wanty-Groupe Gobert \| + 4 s \| \| \| 4.º \| Laurens de Vreese \| Astana \| + 5 s \| \| \| 5.º \| Peter Sagan \| Tinkoff \| + 6 s \| \| \| 6.º \| Matteo Bono \| Lampre-Merida \| + 7 s \| \| \| 7.º \| Bert Van Lerberghe \| Topsport Vlaanderen-Baloise \| + 8 s \| \| \| 8.º \| Brian van Goethem \| Roompot-Oranje Peloton \| + 8 s \| \| \| 9.º \| Edvald Boasson Hagen \| Dimension Data \| + 10 s \| \| \| 10.º \| Alexander Kristoff \| Katusha \| + 10 s \| \| |                      |                             |                 |
| |                      |                             |                 |
| Fuente: ProCyclingStats |                      |                             |                 |
| Clasificación general |                      |                             |                 |
| Ciclista | Ciclista             | Equipo                      | Tiempo          |
| 1.º | Dylan Groenewegen    | LottoNL-Jumbo               | 4 h 13 min 50 s |
| 2.º | Nacer Bouhanni       | Cofidis, Solutions Crédits  | + 4 s           |
| 3.º | Frederik Backaert    | Wanty-Groupe Gobert         | + 4 s           |
| 4.º | Laurens de Vreese    | Astana                      | + 5 s           |
| 5.º | Peter Sagan          | Tinkoff                     | + 6 s           |
| 6.º | Matteo Bono          | Lampre-Merida               | + 7 s           |
| 7.º | Bert Van Lerberghe   | Topsport Vlaanderen-Baloise | + 8 s           |
| 8.º | Brian van Goethem    | Roompot-Oranje Peloton      | + 8 s           |
| 9.º | Edvald Boasson Hagen | Dimension Data              | + 10 s          |
| 10.º | Alexander Kristoff   | Katusha                     | + 10 s          |

### Etapa 2
| \| Clasificación de la etapa \| Clasificación de la etapa \| Clasificación de la etapa \| Clasificación de la etapa \| Clasificación de la etapa \| \| Ciclista \| Ciclista \| Equipo \| Tiempo \| \| \| ------------------------- \| ------------------------- \| ------------------------- \| ------------------------- \| ------------------------- \| \| 1.º \| Rohan Dennis \| BMC Racing Team \| 10 min 48 s \| \| \| 2.º \| Jos van Emden \| LottoNL-Jumbo \| + 5 s \| \| \| 3.º \| Jasha Sütterlin \| Movistar Team \| + 14 s \| \| \| 4.º \| Wilco Kelderman \| LottoNL-Jumbo \| + 15 s \| \| \| 5.º \| Matthias Brändle \| IAM Cycling \| + 15 s \| \| \| 6.º \| Primož Roglič \| LottoNL-Jumbo \| + 16 s \| \| \| 7.º \| Taylor Phinney \| BMC Racing Team \| + 16 s \| \| \| 8.º \| Peter Sagan \| Tinkoff \| + 17 s \| \| \| 9.º \| Marcel Kittel \| Etixx-Quick Step \| + 17 s \| \| \| 10.º \| Alex Dowsett \| Movistar Team \| + 18 s \| \| |                  |                  |             |
| |                  |                  |             |
| Fuente: ProCyclingStats |                  |                  |             |
| Clasificación de la etapa |                  |                  |             |
| Ciclista | Ciclista         | Equipo           | Tiempo      |
| 1.º | Rohan Dennis     | BMC Racing Team  | 10 min 48 s |
| 2.º | Jos van Emden    | LottoNL-Jumbo    | + 5 s       |
| 3.º | Jasha Sütterlin  | Movistar Team    | + 14 s      |
| 4.º | Wilco Kelderman  | LottoNL-Jumbo    | + 15 s      |
| 5.º | Matthias Brändle | IAM Cycling      | + 15 s      |
| 6.º | Primož Roglič    | LottoNL-Jumbo    | + 16 s      |
| 7.º | Taylor Phinney   | BMC Racing Team  | + 16 s      |
| 8.º | Peter Sagan      | Tinkoff          | + 17 s      |
| 9.º | Marcel Kittel    | Etixx-Quick Step | + 17 s      |
| 10.º | Alex Dowsett     | Movistar Team    | + 18 s      |

| \| Clasificación general \| Clasificación general \| Clasificación general \| Clasificación general \| Clasificación general \| \| Ciclista \| Ciclista \| Equipo \| Tiempo \| \| \| --------------------- \| --------------------- \| --------------------- \| --------------------- \| --------------------- \| \| 1.º \| Rohan Dennis \| BMC Racing Team \| 4 h 24 min 48 s \| \| \| 2.º \| Jos van Emden \| LottoNL-Jumbo \| + 5 s \| \| \| 3.º \| Peter Sagan \| Tinkoff \| + 13 s \| \| \| 4.º \| Jasha Sütterlin \| Movistar Team \| + 14 s \| \| \| 5.º \| Wilco Kelderman \| LottoNL-Jumbo \| + 15 s \| \| \| 6.º \| Matthias Brändle \| IAM Cycling \| + 15 s \| \| \| 7.º \| Taylor Phinney \| BMC Racing Team \| + 16 s \| \| \| 8.º \| Primož Roglič \| LottoNL-Jumbo \| + 16 s \| \| \| 9.º \| Marcel Kittel \| Etixx-Quick Step \| + 17 s \| \| \| 10.º \| Alex Dowsett \| Movistar Team \| + 18 s \| \| |                  |                  |                 |
| |                  |                  |                 |
| Fuente: ProCyclingStats |                  |                  |                 |
| Clasificación general |                  |                  |                 |
| Ciclista | Ciclista         | Equipo           | Tiempo          |
| 1.º | Rohan Dennis     | BMC Racing Team  | 4 h 24 min 48 s |
| 2.º | Jos van Emden    | LottoNL-Jumbo    | + 5 s           |
| 3.º | Peter Sagan      | Tinkoff          | + 13 s          |
| 4.º | Jasha Sütterlin  | Movistar Team    | + 14 s          |
| 5.º | Wilco Kelderman  | LottoNL-Jumbo    | + 15 s          |
| 6.º | Matthias Brändle | IAM Cycling      | + 15 s          |
| 7.º | Taylor Phinney   | BMC Racing Team  | + 16 s          |
| 8.º | Primož Roglič    | LottoNL-Jumbo    | + 16 s          |
| 9.º | Marcel Kittel    | Etixx-Quick Step | + 17 s          |
| 10.º | Alex Dowsett     | Movistar Team    | + 18 s          |

### Etapa 3
| \| Clasificación de la etapa \| Clasificación de la etapa \| Clasificación de la etapa \| Clasificación de la etapa \| Clasificación de la etapa \| \| Ciclista \| Ciclista \| Equipo \| Tiempo \| \| \| ------------------------- \| ------------------------- \| -------------------------- \| ------------------------- \| ------------------------- \| \| 1.º \| Peter Sagan \| Tinkoff \| 4 h 10 min 36 s \| \| \| 2.º \| Danny van Poppel \| Team Sky \| + 0 s \| \| \| 3.º \| Nacer Bouhanni \| Cofidis, Solutions Crédits \| + 0 s \| \| \| 4.º \| Dylan Groenewegen \| LottoNL-Jumbo \| + 0 s \| \| \| 5.º \| Mark McNally \| Wanty-Groupe Gobert \| + 0 s \| \| \| 6.º \| Giacomo Nizzolo \| Trek-Segafredo \| + 0 s \| \| \| 7.º \| Martin Elmiger \| IAM Cycling \| + 0 s \| \| \| 8.º \| Marcel Kittel \| Etixx-Quick Step \| + 0 s \| \| \| 9.º \| André Greipel \| Lotto-Soudal \| + 0 s \| \| \| 10.º \| Alexander Kristoff \| Katusha \| + 0 s \| \| |                    |                            |                 |
| |                    |                            |                 |
| Fuente: ProCyclingStats |                    |                            |                 |
| Clasificación de la etapa |                    |                            |                 |
| Ciclista | Ciclista           | Equipo                     | Tiempo          |
| 1.º | Peter Sagan        | Tinkoff                    | 4 h 10 min 36 s |
| 2.º | Danny van Poppel   | Team Sky                   | + 0 s           |
| 3.º | Nacer Bouhanni     | Cofidis, Solutions Crédits | + 0 s           |
| 4.º | Dylan Groenewegen  | LottoNL-Jumbo              | + 0 s           |
| 5.º | Mark McNally       | Wanty-Groupe Gobert        | + 0 s           |
| 6.º | Giacomo Nizzolo    | Trek-Segafredo             | + 0 s           |
| 7.º | Martin Elmiger     | IAM Cycling                | + 0 s           |
| 8.º | Marcel Kittel      | Etixx-Quick Step           | + 0 s           |
| 9.º | André Greipel      | Lotto-Soudal               | + 0 s           |
| 10.º | Alexander Kristoff | Katusha                    | + 0 s           |

| \| Clasificación general \| Clasificación general \| Clasificación general \| Clasificación general \| Clasificación general \| \| Ciclista \| Ciclista \| Equipo \| Tiempo \| \| \| --------------------- \| --------------------- \| --------------------- \| --------------------- \| --------------------- \| \| 1.º \| Rohan Dennis \| BMC Racing Team \| 8 h 35 min 24 s \| \| \| 2.º \| Peter Sagan \| Tinkoff \| + 3 s \| \| \| 3.º \| Jos van Emden \| LottoNL-Jumbo \| + 5 s \| \| \| 4.º \| Jasha Sütterlin \| Movistar Team \| + 14 s \| \| \| 5.º \| Martin Elmiger \| IAM Cycling \| + 14 s \| \| \| 6.º \| Wilco Kelderman \| LottoNL-Jumbo \| + 15 s \| \| \| 7.º \| Matthias Brändle \| IAM Cycling \| + 15 s \| \| \| 8.º \| Primož Roglič \| LottoNL-Jumbo \| + 16 s \| \| \| 9.º \| Taylor Phinney \| BMC Racing Team \| + 16 s \| \| \| 10.º \| Marcel Kittel \| Etixx-Quick Step \| + 17 s \| \| |                  |                  |                 |
| |                  |                  |                 |
| Fuente: ProCyclingStats |                  |                  |                 |
| Clasificación general |                  |                  |                 |
| Ciclista | Ciclista         | Equipo           | Tiempo          |
| 1.º | Rohan Dennis     | BMC Racing Team  | 8 h 35 min 24 s |
| 2.º | Peter Sagan      | Tinkoff          | + 3 s           |
| 3.º | Jos van Emden    | LottoNL-Jumbo    | + 5 s           |
| 4.º | Jasha Sütterlin  | Movistar Team    | + 14 s          |
| 5.º | Martin Elmiger   | IAM Cycling      | + 14 s          |
| 6.º | Wilco Kelderman  | LottoNL-Jumbo    | + 15 s          |
| 7.º | Matthias Brändle | IAM Cycling      | + 15 s          |
| 8.º | Primož Roglič    | LottoNL-Jumbo    | + 16 s          |
| 9.º | Taylor Phinney   | BMC Racing Team  | + 16 s          |
| 10.º | Marcel Kittel    | Etixx-Quick Step | + 17 s          |

### Etapa 4
| \| Clasificación de la etapa \| Clasificación de la etapa \| Clasificación de la etapa \| Clasificación de la etapa \| Clasificación de la etapa \| \| Ciclista \| Ciclista \| Equipo \| Tiempo \| \| \| ------------------------- \| --------------------------- \| --------------------------- \| ------------------------- \| ------------------------- \| \| 1.º \| Peter Sagan \| Tinkoff \| 4 h 42 min 12 s \| \| \| 2.º \| André Greipel \| Lotto-Soudal \| + 0 s \| \| \| 3.º \| Alexander Kristoff \| Katusha \| + 0 s \| \| \| 4.º \| Arnaud Démare \| FDJ \| + 0 s \| \| \| 5.º \| Dylan Groenewegen \| LottoNL-Jumbo \| + 0 s \| \| \| 6.º \| John Degenkolb \| Giant-Alpecin \| + 0 s \| \| \| 7.º \| Reinardt Janse van Rensburg \| Dimension Data \| + 0 s \| \| \| 8.º \| Amaury Capiot \| Topsport Vlaanderen-Baloise \| + 0 s \| \| \| 9.º \| Giacomo Nizzolo \| Trek-Segafredo \| + 0 s \| \| \| 10.º \| Luka Mezgec \| Orica-BikeExchange \| + 0 s \| \| |                             |                             |                 |
| |                             |                             |                 |
| Fuente: ProCyclingStats |                             |                             |                 |
| Clasificación de la etapa |                             |                             |                 |
| Ciclista | Ciclista                    | Equipo                      | Tiempo          |
| 1.º | Peter Sagan                 | Tinkoff                     | 4 h 42 min 12 s |
| 2.º | André Greipel               | Lotto-Soudal                | + 0 s           |
| 3.º | Alexander Kristoff          | Katusha                     | + 0 s           |
| 4.º | Arnaud Démare               | FDJ                         | + 0 s           |
| 5.º | Dylan Groenewegen           | LottoNL-Jumbo               | + 0 s           |
| 6.º | John Degenkolb              | Giant-Alpecin               | + 0 s           |
| 7.º | Reinardt Janse van Rensburg | Dimension Data              | + 0 s           |
| 8.º | Amaury Capiot               | Topsport Vlaanderen-Baloise | + 0 s           |
| 9.º | Giacomo Nizzolo             | Trek-Segafredo              | + 0 s           |
| 10.º | Luka Mezgec                 | Orica-BikeExchange          | + 0 s           |

| \| Clasificación general \| Clasificación general \| Clasificación general \| Clasificación general \| Clasificación general \| \| Ciclista \| Ciclista \| Equipo \| Tiempo \| \| \| --------------------- \| --------------------- \| --------------------- \| --------------------- \| --------------------- \| \| 1.º \| Peter Sagan \| Tinkoff \| 13 h 17 min 29 s \| \| \| 2.º \| Rohan Dennis \| BMC Racing Team \| + 7 s \| \| \| 3.º \| Jos van Emden \| LottoNL-Jumbo \| + 12 s \| \| \| 4.º \| Andri Hrivko \| Astana \| + 20 s \| \| \| 5.º \| Jasha Sütterlin \| Movistar Team \| + 21 s \| \| \| 6.º \| Martin Elmiger \| IAM Cycling \| + 21 s \| \| \| 7.º \| Wilco Kelderman \| LottoNL-Jumbo \| + 22 s \| \| \| 8.º \| Matthias Brändle \| IAM Cycling \| + 22 s \| \| \| 9.º \| Primož Roglič \| LottoNL-Jumbo \| + 23 s \| \| \| 10.º \| Taylor Phinney \| BMC Racing Team \| + 23 s \| \| |                  |                 |                  |
| |                  |                 |                  |
| Fuente: ProCyclingStats |                  |                 |                  |
| Clasificación general |                  |                 |                  |
| Ciclista | Ciclista         | Equipo          | Tiempo           |
| 1.º | Peter Sagan      | Tinkoff         | 13 h 17 min 29 s |
| 2.º | Rohan Dennis     | BMC Racing Team | + 7 s            |
| 3.º | Jos van Emden    | LottoNL-Jumbo   | + 12 s           |
| 4.º | Andri Hrivko     | Astana          | + 20 s           |
| 5.º | Jasha Sütterlin  | Movistar Team   | + 21 s           |
| 6.º | Martin Elmiger   | IAM Cycling     | + 21 s           |
| 7.º | Wilco Kelderman  | LottoNL-Jumbo   | + 22 s           |
| 8.º | Matthias Brändle | IAM Cycling     | + 22 s           |
| 9.º | Primož Roglič    | LottoNL-Jumbo   | + 23 s           |
| 10.º | Taylor Phinney   | BMC Racing Team | + 23 s           |

### Etapa 5
| \| Clasificación de la etapa \| Clasificación de la etapa \| Clasificación de la etapa \| Clasificación de la etapa \| Clasificación de la etapa \| Clasificación de la etapa \| \| Equipo \| Equipo \| Tiempo \| Diferencia \| Promedio \| \| \| ------------------------- \| ------------------------- \| ------------------------- \| ------------------------- \| ------------------------- \| ------------------------- \| \| 1.º \| BMC Racing Team \| 23 min 11 s \| 23 min 11 s \| 54.091 km/h \| \| \| 2.º \| Etixx-Quick Step \| 23 min 17 s \| + 6 s \| 53.858 km/h \| \| \| 3.º \| Lotto NL-Jumbo \| 23 min 34 s \| + 23 s \| 53.211 km/h \| \| \| 4.º \| Movistar Team \| 23 min 36 s \| + 25 s \| 53.136 km/h \| \| \| 5.º \| IAM Cycling \| 23 min 37 s \| + 26 s \| 53.098 km/h \| \| \| 6.º \| Lotto-Soudal \| 23 min 40 s \| + 29 s \| \| \| \| 7.º \| Giant-Alpecin \| 23 min 44 s \| + 33 s \| 52.837 km/h \| \| \| 8.º \| Tinkoff \| 23 min 45 s \| + 34 s \| 52.800 km/h \| \| \| 9.º \| Sky \| 23 min 49 s \| + 38 s \| 52.652 km/h \| \| \| 10.º \| FDJ \| 23 min 51 s \| + 40 s \| 52.579 km/h \| \| |                  |             |             |             |
| |                  |             |             |             |
| Fuente: ProCyclingStats |                  |             |             |             |
| Clasificación de la etapa |                  |             |             |             |
| Equipo | Equipo           | Tiempo      | Diferencia  | Promedio    |
| 1.º | BMC Racing Team  | 23 min 11 s | 23 min 11 s | 54.091 km/h |
| 2.º | Etixx-Quick Step | 23 min 17 s | + 6 s       | 53.858 km/h |
| 3.º | Lotto NL-Jumbo   | 23 min 34 s | + 23 s      | 53.211 km/h |
| 4.º | Movistar Team    | 23 min 36 s | + 25 s      | 53.136 km/h |
| 5.º | IAM Cycling      | 23 min 37 s | + 26 s      | 53.098 km/h |
| 6.º | Lotto-Soudal     | 23 min 40 s | + 29 s      |             |
| 7.º | Giant-Alpecin    | 23 min 44 s | + 33 s      | 52.837 km/h |
| 8.º | Tinkoff          | 23 min 45 s | + 34 s      | 52.800 km/h |
| 9.º | Sky              | 23 min 49 s | + 38 s      | 52.652 km/h |
| 10.º | FDJ              | 23 min 51 s | + 40 s      | 52.579 km/h |

| \| Clasificación general \| Clasificación general \| Clasificación general \| Clasificación general \| Clasificación general \| \| Ciclista \| Ciclista \| Equipo \| Tiempo \| \| \| --------------------- \| --------------------- \| --------------------- \| --------------------- \| --------------------- \| \| 1.º \| Rohan Dennis \| BMC Racing Team \| 13 h 40 min 47 s \| \| \| 2.º \| Taylor Phinney \| BMC Racing Team \| + 16 s \| \| \| 3.º \| Tony Martin \| Etixx-Quick Step \| + 24 s \| \| \| 4.º \| Peter Sagan \| Tinkoff \| + 27 s \| \| \| 5.º \| Niki Terpstra \| Etixx-Quick Step \| + 27 s \| \| \| 6.º \| Jos van Emden \| LottoNL-Jumbo \| + 28 s \| \| \| 7.º \| Manuel Quinziato \| BMC Racing Team \| + 29 s \| \| \| 8.º \| Greg Van Avermaet \| BMC Racing Team \| + 33 s \| \| \| 9.º \| Bob Jungels \| Etixx-Quick Step \| + 36 s \| \| \| 10.º \| Marcel Kittel \| Etixx-Quick Step \| + 37 s \| \| |                   |                  |                  |
| |                   |                  |                  |
| Fuente: ProCyclingStats |                   |                  |                  |
| Clasificación general |                   |                  |                  |
| Ciclista | Ciclista          | Equipo           | Tiempo           |
| 1.º | Rohan Dennis      | BMC Racing Team  | 13 h 40 min 47 s |
| 2.º | Taylor Phinney    | BMC Racing Team  | + 16 s           |
| 3.º | Tony Martin       | Etixx-Quick Step | + 24 s           |
| 4.º | Peter Sagan       | Tinkoff          | + 27 s           |
| 5.º | Niki Terpstra     | Etixx-Quick Step | + 27 s           |
| 6.º | Jos van Emden     | LottoNL-Jumbo    | + 28 s           |
| 7.º | Manuel Quinziato  | BMC Racing Team  | + 29 s           |
| 8.º | Greg Van Avermaet | BMC Racing Team  | + 33 s           |
| 9.º | Bob Jungels       | Etixx-Quick Step | + 36 s           |
| 10.º | Marcel Kittel     | Etixx-Quick Step | + 37 s           |

### Etapa 6
| \| Clasificación de la etapa \| Clasificación de la etapa \| Clasificación de la etapa \| Clasificación de la etapa \| Clasificación de la etapa \| \| Ciclista \| Ciclista \| Equipo \| Tiempo \| \| \| ------------------------- \| ------------------------- \| --------------------------- \| ------------------------- \| ------------------------- \| \| 1.º \| Luka Pibernik \| Lampre-Merida \| 4 h 28 min 45 s \| \| \| 2.º \| Mark McNally \| Wanty-Groupe Gobert \| + 0 s \| \| \| 3.º \| Bert Van Lerberghe \| Topsport Vlaanderen-Baloise \| + 0 s \| \| \| 4.º \| Alexis Gougeard \| AG2R La Mondiale \| + 0 s \| \| \| 5.º \| Chad Haga \| Giant-Alpecin \| + 0 s \| \| \| 6.º \| Giacomo Nizzolo \| Trek-Segafredo \| + 5 s \| \| \| 7.º \| Nacer Bouhanni \| Cofidis, Solutions Crédits \| + 5 s \| \| \| 8.º \| Edvald Boasson Hagen \| Dimension Data \| + 5 s \| \| \| 9.º \| Arnaud Démare \| FDJ \| + 5 s \| \| \| 10.º \| Jonas Van Genechten \| IAM Cycling \| + 5 s \| \| |                      |                             |                 |
| |                      |                             |                 |
| Fuente: ProCyclingStats |                      |                             |                 |
| Clasificación de la etapa |                      |                             |                 |
| Ciclista | Ciclista             | Equipo                      | Tiempo          |
| 1.º | Luka Pibernik        | Lampre-Merida               | 4 h 28 min 45 s |
| 2.º | Mark McNally         | Wanty-Groupe Gobert         | + 0 s           |
| 3.º | Bert Van Lerberghe   | Topsport Vlaanderen-Baloise | + 0 s           |
| 4.º | Alexis Gougeard      | AG2R La Mondiale            | + 0 s           |
| 5.º | Chad Haga            | Giant-Alpecin               | + 0 s           |
| 6.º | Giacomo Nizzolo      | Trek-Segafredo              | + 5 s           |
| 7.º | Nacer Bouhanni       | Cofidis, Solutions Crédits  | + 5 s           |
| 8.º | Edvald Boasson Hagen | Dimension Data              | + 5 s           |
| 9.º | Arnaud Démare        | FDJ                         | + 5 s           |
| 10.º | Jonas Van Genechten  | IAM Cycling                 | + 5 s           |

| \| Clasificación general \| Clasificación general \| Clasificación general \| Clasificación general \| Clasificación general \| \| Ciclista \| Ciclista \| Equipo \| Tiempo \| \| \| --------------------- \| --------------------- \| --------------------- \| --------------------- \| --------------------- \| \| 1.º \| Rohan Dennis \| BMC Racing Team \| 18 h 09 min 37 s \| \| \| 2.º \| Taylor Phinney \| BMC Racing Team \| + 16 s \| \| \| 3.º \| Tony Martin \| Etixx-Quick Step \| + 24 s \| \| \| 4.º \| Peter Sagan \| Tinkoff \| + 27 s \| \| \| 5.º \| Niki Terpstra \| Etixx-Quick Step \| + 27 s \| \| \| 6.º \| Jos van Emden \| LottoNL-Jumbo \| + 28 s \| \| \| 7.º \| Manuel Quinziato \| BMC Racing Team \| + 29 s \| \| \| 8.º \| Greg Van Avermaet \| BMC Racing Team \| + 33 s \| \| \| 9.º \| Bob Jungels \| Etixx-Quick Step \| + 36 s \| \| \| 10.º \| Wilco Kelderman \| LottoNL-Jumbo \| + 38 s \| \| |                   |                  |                  |
| |                   |                  |                  |
| Fuente: ProCyclingStats |                   |                  |                  |
| Clasificación general |                   |                  |                  |
| Ciclista | Ciclista          | Equipo           | Tiempo           |
| 1.º | Rohan Dennis      | BMC Racing Team  | 18 h 09 min 37 s |
| 2.º | Taylor Phinney    | BMC Racing Team  | + 16 s           |
| 3.º | Tony Martin       | Etixx-Quick Step | + 24 s           |
| 4.º | Peter Sagan       | Tinkoff          | + 27 s           |
| 5.º | Niki Terpstra     | Etixx-Quick Step | + 27 s           |
| 6.º | Jos van Emden     | LottoNL-Jumbo    | + 28 s           |
| 7.º | Manuel Quinziato  | BMC Racing Team  | + 29 s           |
| 8.º | Greg Van Avermaet | BMC Racing Team  | + 33 s           |
| 9.º | Bob Jungels       | Etixx-Quick Step | + 36 s           |
| 10.º | Wilco Kelderman   | LottoNL-Jumbo    | + 38 s           |

### Etapa 7
| \| Clasificación de la etapa \| Clasificación de la etapa \| Clasificación de la etapa \| Clasificación de la etapa \| Clasificación de la etapa \| \| Ciclista \| Ciclista \| Equipo \| Tiempo \| \| \| ------------------------- \| ------------------------- \| ------------------------- \| ------------------------- \| ------------------------- \| \| 1.º \| Edvald Boasson Hagen \| Dimension Data \| 4 h 03 min 26 s \| \| \| 2.º \| Niki Terpstra \| Etixx-Quick Step \| + 1 s \| \| \| 3.º \| Oliver Naesen \| IAM Cycling \| + 1 s \| \| \| 4.º \| Tom Dumoulin \| Giant-Alpecin \| + 42 s \| \| \| 5.º \| Greg Van Avermaet \| BMC Racing Team \| + 42 s \| \| \| 6.º \| Peter Sagan \| Tinkoff \| + 47 s \| \| \| 7.º \| Wilco Kelderman \| LottoNL-Jumbo \| + 47 s \| \| \| 8.º \| Jos van Emden \| LottoNL-Jumbo \| + 49 s \| \| \| 9.º \| Ion Izagirre \| Movistar Team \| + 49 s \| \| \| 10.º \| Dmitriy Gruzdev \| Astana \| + 49 s \| \| |                      |                  |                 |
| |                      |                  |                 |
| Fuente: ProCyclingStats |                      |                  |                 |
| Clasificación de la etapa |                      |                  |                 |
| Ciclista | Ciclista             | Equipo           | Tiempo          |
| 1.º | Edvald Boasson Hagen | Dimension Data   | 4 h 03 min 26 s |
| 2.º | Niki Terpstra        | Etixx-Quick Step | + 1 s           |
| 3.º | Oliver Naesen        | IAM Cycling      | + 1 s           |
| 4.º | Tom Dumoulin         | Giant-Alpecin    | + 42 s          |
| 5.º | Greg Van Avermaet    | BMC Racing Team  | + 42 s          |
| 6.º | Peter Sagan          | Tinkoff          | + 47 s          |
| 7.º | Wilco Kelderman      | LottoNL-Jumbo    | + 47 s          |
| 8.º | Jos van Emden        | LottoNL-Jumbo    | + 49 s          |
| 9.º | Ion Izagirre         | Movistar Team    | + 49 s          |
| 10.º | Dmitriy Gruzdev      | Astana           | + 49 s          |

## Clasificaciones finales
- Las clasificaciones finalizaron de la siguiente forma:[3]

### Clasificación general
| \| Clasificación general \| Clasificación general \| Clasificación general \| Clasificación general \| Clasificación general \| \| Ciclista \| Ciclista \| Equipo \| Tiempo \| \| \| --------------------- \| --------------------- \| --------------------- \| --------------------- \| --------------------- \| \| 1.º \| Niki Terpstra \| Etixx-Quick Step \| 22 h 43 min 26 s \| \| \| 2.º \| Oliver Naesen \| IAM Cycling \| + 31 s \| \| \| 3.º \| Peter Sagan \| Tinkoff \| + 1 min 00 s \| \| \| 4.º \| Greg Van Avermaet \| BMC Racing Team \| + 1 min 02 s \| \| \| 5.º \| Jos van Emden \| LottoNL-Jumbo \| + 1 min 03 s \| \| \| 6.º \| Wilco Kelderman \| LottoNL-Jumbo \| + 1 min 11 s \| \| \| 7.º \| Zdeněk Štybar \| Etixx-Quick Step \| + 1 min 15 s \| \| \| 8.º \| Ion Izagirre \| Movistar Team \| + 1 min 19 s \| \| \| 9.º \| Tom Dumoulin \| Giant-Alpecin \| + 1 min 22 s \| \| \| 10.º \| Bob Jungels \| Etixx-Quick Step \| + 1 min 41 s \| \| |                   |                  |                  |
| |                   |                  |                  |
| Fuente: ProCyclingStats |                   |                  |                  |
| Clasificación general |                   |                  |                  |
| Ciclista | Ciclista          | Equipo           | Tiempo           |
| 1.º | Niki Terpstra     | Etixx-Quick Step | 22 h 43 min 26 s |
| 2.º | Oliver Naesen     | IAM Cycling      | + 31 s           |
| 3.º | Peter Sagan       | Tinkoff          | + 1 min 00 s     |
| 4.º | Greg Van Avermaet | BMC Racing Team  | + 1 min 02 s     |
| 5.º | Jos van Emden     | LottoNL-Jumbo    | + 1 min 03 s     |
| 6.º | Wilco Kelderman   | LottoNL-Jumbo    | + 1 min 11 s     |
| 7.º | Zdeněk Štybar     | Etixx-Quick Step | + 1 min 15 s     |
| 8.º | Ion Izagirre      | Movistar Team    | + 1 min 19 s     |
| 9.º | Tom Dumoulin      | Giant-Alpecin    | + 1 min 22 s     |
| 10.º | Bob Jungels       | Etixx-Quick Step | + 1 min 41 s     |

## Evolución de las clasificaciones
| Etapa (Vencedor)                 | Clasificación general | Clasificación por puntos | Clasificación por equipos | Clasificación de la combatividad |
| -------------------------------- | --------------------- | ------------------------ | ------------------------- | -------------------------------- |
| 1.ª etapa (Dylan Groenewegen)    | Dylan Groenewegen     | Dylan Groenewegen        | Etixx-Quick Step          | Bert Van Lerberghe               |
| 2.ª etapa (Rohan Dennis)         | Rohan Dennis          | Peter Sagan              | Lotto NL-Jumbo            | Bert Van Lerberghe               |
| 3.ª etapa (Peter Sagan)          | Rohan Dennis          | Peter Sagan              | Lotto NL-Jumbo            | Bert Van Lerberghe               |
| 4.ª etapa (Peter Sagan)          | Peter Sagan           | Peter Sagan              | Lotto NL-Jumbo            | Bert Van Lerberghe               |
| 5.ª etapa (BMC Racing)           | Rohan Dennis          | Peter Sagan              | BMC Racing                | Bert Van Lerberghe               |
| 6.ª etapa (Luka Pibernik)        | Rohan Dennis          | Peter Sagan              | BMC Racing                | Bert Van Lerberghe               |
| 7.ª etapa (Edvald Boasson Hagen) | Niki Terpstra         | Peter Sagan              | Etixx-Quick Step          | Bert Van Lerberghe               |
| Final                            | Niki Terpstra         | Peter Sagan              | Etixx-Quick Step          | Bert Van Lerberghe               |

## UCI World Tour
El Eneco Tour otorga puntos para el UCI WorldTour 2016 para corredores de equipos en las categorías UCI ProTeam, Profesional Continental y Equipos Continentales. La siguiente tabla corresponde al baremo de puntuación:
| Posición              | 1.ª | 2.ª | 3.ª | 4.ª | 5.ª | 6.ª | 7.ª | 8.ª | 9.ª | 10.ª |
| Clasificación general | 100 | 80  | 70  | 60  | 50  | 40  | 30  | 20  | 10  | 4    |
| Por etapa             | 6   | 4   | 2   | 1   | 1   |     |     |     |     |      |

| Clasificación | Clasificación | Clasificación | Clasificación | Clasificación | Clasificación |
| Posición      | Ciclista      | Equipo        | General       | Etapa         | Total         |
| ------------- | ------------- | ------------- | ------------- | ------------- | ------------- |
| 1.º           | Bandera de ?  |               |               |               |               |
| 2.º           | Bandera de ?  |               |               |               |               |
| 3.º           | Bandera de ?  |               |               |               |               |
| 4.º           | Bandera de ?  |               |               |               |               |
| 5.º           | Bandera de ?  |               |               |               |               |
| 6.º           | Bandera de ?  |               |               |               |               |
| 7.º           | Bandera de ?  |               |               |               |               |
| 8.º           | Bandera de ?  |               |               |               |               |
| 9.º           | Bandera de ?  |               |               |               |               |
| 10.º          | Bandera de ?  |               |               |               |               |

Además, también otorgó puntos para el UCI World Ranking (clasificación global de todas las carreras internacionales).
| Posición              | 1º  | 2º  | 3º  | 4º  | 5º  | 6º  | 7º  | 8º  | 9º | 10º |
| Clasificación general | 400 | 320 | 260 | 220 | 180 | 140 | 120 | 100 | 80 | 68  |
| Por etapa             | 50  | 20  | 8   |     |     |     |     |     |    |     |
| Líder                 | 8   |     |     |     |     |     |     |     |    |     |

| Clasificación | Clasificación | Clasificación | Clasificación | Clasificación | Clasificación | Clasificación |
| Posición      | Ciclista      | Equipo        | General       | Etapa         | Líder         | Total         |
| ------------- | ------------- | ------------- | ------------- | ------------- | ------------- | ------------- |
| 1.º           | Bandera de ?  |               |               |               |               |               |
| 2.º           | Bandera de ?  |               |               |               |               |               |
| 3.º           | Bandera de ?  |               |               |               |               |               |
| 4.º           | Bandera de ?  |               |               |               |               |               |
| 5.º           | Bandera de ?  |               |               |               |               |               |
| 6.º           | Bandera de ?  |               |               |               |               |               |
| 7.º           | Bandera de ?  |               |               |               |               |               |
| 8.º           | Bandera de ?  |               |               |               |               |               |
| 9.º           | Bandera de ?  |               |               |               |               |               |
| 10.º          | Bandera de ?  |               |               |               |               |               |